# Гладијатор
Гладијатори (лат. gladiatōrēs) су били борци у старом Риму који су се борили у арени против животиња и једни против других. Термин „гладијатор“ потиче од речи „гладиј“ (лат. gladius), кратког римског мача за бодење и сечење.
Гладијаторске борбе су у Риму уведене у првој половини 3. века п. н. е. у склопу погребних свечаности, као обред жртвовања људских живота сенкама покојника. У првој забележеној борби 264. п. н. е. борила су се само три пара. Крајем 2. века гладијаторске борбе су постале веома популарне представе које су римски цареви поклањали свом народу. Првобитно су се изводиле у Форуму, а касније у амфитеатрима широм Римског царства. Најпознатији амфитеатар је свакако римски Колосеум.
Гладијатори су могли да буду робови или ратни заробљеници који су били обавезни да се боре, криминалци који су хтели да побегну од смртне казне, или слободни људи који су хтели на тај начин да зараде и да се извуку из сиромаштва. Мушкарци нису били једини који су се борили у арени. Бориле су се и жене, које су се обично прерушавале у легендарне Амазонке. Почетком 3. века, цар Септимије Север је забранио борбу жена.
Гладијаторске борбе су укинуте са јачањем хришћанства, на темељу закона цара Константина Великог из 325. године, али су се и даље спорадично одржавале до око 450. године. Последње гладијаторске борбе у самом граду Риму одржане су 1. јануара 404. године.

## Порекло и кратка историја
Порекло гладијаторских борби лежи у религиозној традицији. Претпоставља се да ова традиција има претече у старим културама Апенинског полуострва, највероватније етрурској, и да су то у ствари била приношења људских жртава у част ратницима палим у борби. Углавном су то бивала два заробљеника присиљена да се боре на живот и смрт на гробу палих хероја.
Римски историчар Тит Ливије је забележио да су прве гладијаторске борбе одржане 310. п. н. е. у Кампанији, и да су представљале слављење победе Кампанијаца над Самнитима. Прве римске гладијаторске борбе су одржане 246. п. н. е. Организовали су их Марко и Децимо Брут пред сам почетак Пунских ратова, у част свог оца, Јунија Брута. Био је то скроман спектакл са само три дуела робова на сточној пијаци.
Постепено су се гладијаторске борбе све више претварале у јавне спектакле. Коначан раскид са религиозном позадином се десио 44. п. н. е., након убиства Јулија Цезара. Организовање гладијаторских борби постало је начин за претенденте на место магистрата да угоде грађанству и постигну гласове. Међутим, како се република све више приближавала свом колапсу, организација гладијаторских борби је све више прелазила у руке државе, да би коначно Октавијан Август, први цар Римског царства, озваничио то потпуно преузимање организације гладијаторских борби од стране државе. Повод је био Спартаков устанак 73. п. н. е. као и спречавање стварања приватних војски.
Октавијан Август је регулисао организацију гладијаторских борби низом прогласа: магистрати су били обавезни да организују одређен број борби у одређеном периоду.
У другој половини 1. века, династија Флавијеваца је регулисала организовање гладијаторских борби низом закона. Од тада, осим у провинцијама, борбе су биле искључиво у надлежности цара. У току периода постојања Римског царства, гладијаторске борбе су се претвориле у омиљену забаву римских грађана и једну од основних карактеристика римске цивилизације.
Борбе су биле начин да се потврде и ојачају везе између цара и његових поданика. Биле су знак пре свега његове великодушности. Такође су биле прилика да се цар појави у јавности са свим обележјима моћи. Он је одређивао ко ће живети а ко умрети у арени, док је седео у својој посебној, раскошно украшеној ложи. Све ово је играло значајну улогу у утврђивању његовог ауторитета и популарности. С друге стране, ове борбе су каналисале позитивне емоције масе ка цару, и истовремено га на правилан начин ослобађале негативних набоја и тиме смањивале ризик од друштвених побуна.

## Место одржавања
Током периода Римског царства, створени су посебни простори у којима су се одржавале гладијаторске борбе — амфитеатри. То су били овалне грађевине које су замениле импровизоване просторе у форумима где су се одржавале борбе у доба Републике.
Први амфитеатар је изградио магистрат Гај Ескрабоније Курије, средином 1. века п. н. е. Грађевина је била направљена од дрвета и састојала се од два полуовална покретна дела која су се окретала након драмске представе и мењала позоришну сцену за гладијаторску арену. Идеја је наишла на опште одобравање те је већ 29. п. н. е. за време Августа, саграђен други, постојанији амфитеатар који је био делимично од камена.
Пошто је овај амфитеатар изгорео у једном пожару, Веспазијан, из династије Флавијеваца, решио је да направи импресивно велику и трајну грађевину која је данас у свету позната као Римски колосеум.
Колосеум, као и његове копије у провинцијама, служио је првенствено за гладијаторске борбе. Обично су се приказивале борбе између два гладијатора, међутим, такође су се организовале борбе између две групе гладијатора које су се често претварале у праве битке са потоцима крви. Понекад, ради дизања степена узбудљивости, борцима су се стављали повези преко очију.
Програми који су се приказивали у Колосеуму били су веома разноврсни, маштовити и надасве сурови. Ујутро би се организовали спектакли у којима би учествовале звери — „венацио“ (лат. venatio) и „бестијари“ (лат. bestiarii). Потом би долазио на ред „нокси“ (лат. noxii) — излазили би осуђеници (лат. damnatio) на смрт у арени. Били би или спаљени (лат. comburere), или разапети на крст (лат. cruce suffregeri), или погубљени мачем (лат. damnati ad gladium), или би били препуштени на милост и немилост некој дивљој звери (лат. damnati ad bestius).
У подне би излазили у арену „гладијатори меридијани“ (лат. gladiatores meridiani) - то јест криминалци, необучени у борби и осуђени да се боре на смрт једни са другима, неки голоруки, неки с оружјем, али на крају би сви били погубљени.
Поподневни часови су били резервисани за борбе професионалних гладијатора, који нису увек били мушкарци. Постојале су и жене гладијатори — гладијаторке. Борбе између жена су биле представљане као посебан и изузетан догађај, јер су биле ретке. Међутим, око 200. године Септимије Север је забранио женама приступ у гладијаторску арену.

### Наумахије
Наумахије су биле поморске борбе гладијатора у којима су они симулирали поморске битке. Прве овакве борбе су биле за време Јулија Цезара у ископаном базену поред реке Тибар 46. године п. н. е у прослави његовог четвороструког тријумфа. Базен је био довољно велик да у њега стану биреме, триреме и квадриреме. Октавијан Август је 2. године п. н. е. у част отварања храма Марса Ултора дао да се изгради нови базен. Клаудије је наредио да се наумахија изведе у језеру Фучино у част завршетка радова на систему за наводњавање.
Нерон је преместио одржавање наумахија у амфитеатре. Прва таква борба је одржана 57. године у дрвеном амфитеатру саграђеном на Марсовом пољу. Још једна наумахија је одржана 64. године. Тит је године 80, у част отварања Колосеума одржао два наумахије, једну у Августовом базену, а другу у новом амфитеатру.
За разлику од обичних гладијаторских борби које су представљале појединачне окршаје, у наумахијама је учествовало много више бораца.

## Оружје
У почетку се користило исто оружје које се користило у војне сврхе, да би полако почело да се мења у циљу истицања вештине оних који их користе. С тим у вези, многобројни су трозупци, лака копља, бодежи и кратки мачеви, било да су равни (гладијуси) или да су закривљени (сике). Није се користило дуго и тешко копље „пилум“ (лат. pilum), типично за римске легионаре.
Што се тиче одбране, штитници за поједине делове тела су били једноставнији него војнички. Штитови су били мањи а оклопи се нису користили. Царски гладијатори, међутим, имали су боље заштићене ноге и руке, да се борба не би прекидала због рањених екстремитета или главе.
Шлемови који су се користили у арени су били гломазнији, затворенији и тежи од оних који су се користили у правим биткама, што је све имало своју функцију. Могли су да се носе на глави краће време (дуже није ни било потребно као што је потребно једном војнику), па су зато вршили и психолошки ефекат јер су били богато украшени тешком орнаментиком која је давала помпезнији и застрашујући изглед оном ко га је носио. С обзиром да су се гладијатори који су се борили обично познавали између себе, у пресудном тренутку било је лакше убити анонимуса који крије лице иза маске-шлема него гледајући у лице некога познатог, неретко чак и пријатеља.

## Врсте гладијатора
Највећи број гладијатора били су ратни заробљеници, робови или криминалци осуђени да се боре у арени - дамнати ад лудос (лат. damnati ad ludos). Хришћани или криминалци осуђени да умру у арени називали су се дамнати ад мортем (лат. damnati ad mortem).
Слободни људи који су изабрали да се баве овим послом су се називали аукторати (лат. auctorati), и до краја Републике, чинили су половину укупног броја гладијатора.
У прво време, ратни заробљеници су присиљавани да се боре у својој одећи, са својим оружјем и да користе свој специфичан начин борбе, те су према томе и почели да добијају имена. Самнити су били римски прототип професионалних гладијатора, и испрва је била прихваћена самнићанска опрема и оружје као типично гладијаторска. Друге две врсте гладијатора такође су добиле име по пораженим племенима — Гали и Трачани.
Већ у доба Августа, Самнити су постали римски савезници, тако да је тај тип гладијатора нестао.
- Мурмилон (лат. Murmillo) је био спој Самнита и Гала. Носио је шлем у облику рибље главе[9], и штитник на десној руци и левој нози. Од оружја, користио је кратки мач - гладиј, један мали овални штит, и други, велики и четвртасти (шп. scutum)[2]. Обично се борио против трекса или Трачанина, једине изворне врсте гладијатора из доба Републике који је опстао.

- Секутор (лат. Secutor), што на латинском значи „прогонитељ“, који је према Исидору Севиљском добио то име јер је „прогонио“ свог противника, ретарија. Ово је била класа у којој се борио цар Комод[10]. Лева рука му је била заштићена неком врстом штитника, и носио је велики четвртаст штит и овалан и гладак шлем[11] како би мрежа његовог противника, ретарија, лакше склизнула. Од оружја, користио је мач који је био дужи и равнији од гладија. Понекад је користио и трозубац и бодеж.
- Ретарије (лат. Retario) се обично борио против секутора. Од оружја, користио је трозубац и мрежу, а био је заштићен само штитником на левом рамену. Понекад се ретарије борио и против мурмилона.

- Трекс (лат. Traex) или Трачанин, је једина врста гладијатора која је преживела промене од доба Републике када су се гладијатори разликовали по именима племена која су била римски непријатељи. Обично се борио против мурмилона. Користио је штит који је био мањи од мурмилоновог (лат. parmula), тако да је имао дуже штитнике на ногама. Нападао је кратким мачем који се звао сика (лат. sica). На глави је носио шлем[12] са крестом и визиром. Занимљиво је било и то што је трекс носио штит у десној руци а мач у левој, и у тој његовој „леворукости“ је била његова предност, јер је сигурно било веома незгодно нападати леворуког борца[13].

Осим ових најзаступљенијих, постојали су и други, неки чак веома егзотични типови. Еседари (лат. essedarii), који су се борили у двоколицама по узору британских Келта и које је вероватно увео Јулије Цезар након упада на Британска острва, еквити (лат. equites), који су улазили у арену на коњима, велити (лат. velites) чије је копље било везано за његову руку тако да је могао да га поврати кад би га бацио, лакеари (лат. laquearii) који су користили ласо, сагитари (лат. sagittarii), који су користили лук и стрелу, димакери (лат. dimachaeri), који су се борили са два мача, и многи други. Међу чуднијима се може навести андабат (лат. andabatae), коме је шлем буквално падао на очи тако да је у ствари пипајући около тражио непријатеља.
Веома је било битно да се споје два типа која су приближно исте снаге. Предност једног у оружју, морала је бити надокнађена неком другом предношћу код другог, на пример, снагом. Није постојала никаква част у побеђивању слабијег непријатеља. На пример, у пару мурмилон против. ретарија, ретарије је био лакше наоружан али веома покретљив, док је мурмилон био теже наоружан, али зато тромији због тешког оклопа и наоружања. Различитост између противника у наоружању, начину борбе, покретљивости, итд. било је оно што је публику толико привлачило. Исто наоружани борци ретко кад би постајали противници у арени.

## Гладијаторке
Иако је то била ретка појава, постојале су и гладијаторке, за шта постоје докази како у археологији, тако и у књижевности. Све до 3. века жене су се бориле прерушене у легендарне Амазонке, када их је забранио Септимије Север.
Гладијаторке су се први пут појавиле у доба римског императора Нерона, на играма организованим у част јерменског краља, Тиридата I. Петроније, у свом Сатирикону помиње жену еседијаријуса (лат. essediarius) (гладијатор који се бори из двоколице у келтском стилу).
Светоније у свом делу Дванаест римских царева говори о томе како је император Домицијан волео да гледа борбе између жена и патуљака. Са слика и мозаика се може закључити да су се бориле обнажених груди и да су ретко носиле шлемове, без обзира ком типу гладијатора припадале.
Према изворима, изгледа да су се жене бориле углавном ноћу. С обзиром да је ноћ било време за главне и веома важне догађаје гладијаторских игри, може се закључити да су борбе у којима су учествовале жене биле важне и да су представљале реткост. Већина модерних научника сматрају појаву гладијаторки новином с обзиром да се јесте писало о њима, а чињеница да их антички историчари често спомињу указује да су гладијаторке биле много распрострањеније него што то директни докази указују".
Дион Касије (62.3.1) помиње не само жене, већ и децу која су се борила на гладијаторским играма које је 66. године организовао Нерон. Такође је познато да је Нерон присиљавао жене неких познатих римских сенатора да се боре у арени.
Марк Весли, историчар, каже да гладијаторске школе вероватно нису биле најпогоднија места за обуку жена и да су њих вероватно подучавали приватни тутори у школи за младе (лат. collegia iuvenum). Те школе су служиле такође и за обуку угледних мушкараца старијих од 14 година у борилачким вештинама. Весли је нашао три референце у којима се помиње да је било жена у тим школама.

## Животиње у арени
Између два пунска рата, почеле су да се довозе дивље животиње из северне Африке у Рим, нарочито дивље мачке — лавови, леопарди, тигрови, као егзотичне реткости које су се излагале као део победничких игара. Према Титу Ливију, испрва су те животиње биле ловљене (186. п. н. е.), да би 169. п. н. е. биле укључене по први пут у циркуске игре када је 63 афричка пантера и 40 медведа и слонова убијено у арени. Ускоро су борбе са животињама и лов на животиње постали саставни, мада не обавезни део гладијаторских борби.
Постојале су две врсте спектакла са животињама — борбе и лов. Они који су се борили са животињама звали су се „бестијари“ (лат. bestiarii), а они који су их ловили звали су се „венаторес“ (лат. venatores).
Бестијари су били обично криминалци или ратни заробљеници осуђени да умру у арени, необучени борби са зверима и чији је крај била сигурна смрт у раљама и канџама њихових противника. Касније је то била типична судбина хришћана. Сенека (Посланице, LXX.20) и Симах нам приповедају случајеве многих бестијара, који су радије извршили самоубиство само да се не би нашли у арени очи у очи са зверима. Сенека говори о германском заробљенику који се задавио сунђером, а Симах (Писма, II,46) говори о 29 Саксонаца који су се међусобно поубијали како би избегли страшну смрт у арени. Бестијари су такође били и особе које су се бринуле о животињама, изводиле их у арену и одвајале од жртви како би спектакл трајао што дуже.
Венаторес су били специјално обучени ловци на звери, а спектакл лова у ком су учествовали звао се венатионес (лат. venationes). У овим спектаклима је убијано на стотине животиња дневно. Испрва су то биле егзотичне и крволочне животиње, као што су лавови, тигрови, леопарди, медведи, носорози, нилски коњи хијене, лисице, ласице, вукови и др. међутим, како су те животиње постајале све скупље, онда су се уводили и биљоједи, као на пример, жирафе, дивљи коњи, бикови, јелени, дивокозе, итд.
У Царским повестима (лат. Historia Augusta), наводи се да је Филип Арабљанин 248. године извео у арену 32 слона, 10 јелена, 10 тигрова, 60 лавова, 10 хијена, 1 нилског коња, 10 жирафи, 10 дивљих магараца, 40 дивљих коња и многе друге животиње.
Неке од животиња су потпуно ишчезле из својих природних станишта. Нилски коњи су нестали из Нубије, док су слонови из северне Африке изумрли. Више нема лавова који се данас могу видети на асирским рељефима. У славу Колосеума, убијено је између пет и десет хиљада животиња; 11.000 је умрло у арени поводом Трајановог освајања Дакије. У доба Августа, у 26 венатионеса убијено је 35.000 животиња.

## Друштвени положај гладијатора
Однос Римљана према гладијаторима је био амбивалентан. На ово занимање у римском друштву гледало се мање више као и на проституцију, која је исто као и гладијаторство, у исто време и фасцинирала и одбијала. С једне стране, ратоборно друштво као што је било римско, ценило је гладијаторе због срчаности, али у исто време их је и омаловажавало због нискости и грубости занимања. Неки гладијатори су, међутим, успевали да стекну велику славу, а такође постоје записи који потврђују да су се тим занимањем бавили и припадници сенаторских и других угледних римских породица. Поуздано се зна да је чак девет римских царева (између осталих, Калигула, Хадријан и Комод) у неком тренутку свог живота било привучено овим позивом.
Гладијатор који би имао успеха зарађивао би између 3.000 и 15.000 сестерција, што је било право мало богатство у односу на нормалну плату једног гладијатора која је износила између 1.000 и 2.000 сестерција. Већина гладијатора су били робови које су њихови господари куповали, изнајмљивали и продавали по сопственом нахођењу.
У арени, више су се ценили криминалци и слободњаци него робови и ратни заробљеници, јер су се први борили срчаније и са више воље с обзиром да су добијали нешто заузврат — први слободу, а други новац.

## Обука
Сви гладијатори, да би могли да се боре у арени, морали су претходно да прођу кроз обуку. Вежбали су под будним оком магистера (лат. magister), који је у исто време водио и школу и обуку. У току обуке, гладијатори су користили штитове од прућа и мачеве од дрвета који су се називали рудис (лат. rudis), и који су били дупло тежи од мача који се обично користио у арени. Ови мачеви су се предавали оним гладијаторима који су успешно дошли до краја гладијаторске каријере, као награда за добру службу и дозвола да отворе сопствену школу за гладијаторе. У Риму је било много приватних гладијаторских школа у доба Републике, али кад је наступио период Царства, држава је све те мале школе апсорбовала као и покровитељство над самим борбама.
При уласку у школу, будући гладијатор, који се звао новицијус (лат. novicius), полагао је заклетву - сакраментум (лат. sacramentum) да посвећује свој живот боговима подземља и да прихвата без поговора сваки тип понижења. Добровољци су такође потписивали и уговор - ауктораментум (лат. auctoramentum) са управником гладијатора - ланистом (лат. lanista), којим би се одређивало колико често треба да се боре, које оружје треба да користе, и колико ће зарађивати.
На обуци, претенденти на гладијаторски посао би пролазили кроз физички преглед који је обављао лекар и којим би се утврђивало да ли је претендент физички способан да издржи изузетно напорну обуку, као и то да ли је естетски привлачан. Естетика борца је била нераздвојни део гладијаторских борби пред публиком.
У Риму су постојале четири школе: лудус магнус (лат. ludus magnus), лудус дакус (лат. ludus dacus), лудус галикус (лат. ludus gallicus) и лудус матутинус (лат. ludus matutinus). Ова последња је обучавала гладијаторе борби са зверима.
Школе су имале бараке са малим собама за гладијаторе и огромне терене за вежбање. Неке су имале и места за гледаоце за оне који су желели да посматрају тренинге. Тренинге су водили посебни тренери који су се звали доктори (лат. ludus doctores), а који су често и сами некад били гладијатори.
Вежбало се ударајући о стубове (лат. ludus palus) од два метра укопане у земљу. Ривалство међу будућим гладијаторима се брзо појављивало, и још брже се успостављала хијерархија међу њима, а на основу вештине у борби коју су показивали на обуци.

## Један дан у арени
Дану борбе би претходила рекламна кампања која је обично трајала неколико дана раније. Објављивали би се детаљи борби — место, датум, сат, име покровитеља, колико парова ће се борити и др. Ноћ уочи спектакла, организовала би се гозба на којој су, поред самих гладијатора, могли да учествују и гледаоци. То би била прилика за боље упознавање бораца, одмеравање снага и наравно за постављање опклада.
У арени би гладијатори прво дефиловали у одећи боје злата и пурпура пред публиком, а за њима би ишли робови који су им носили оружје. Затим би се зауставили испред ложе покровитеља борби или цара и поздравили би га и одали му почаст.
Прво би долазило до лаке борбе без крви, која је служила као загревање. Та борба се називала лусори (лат. lusorii). Потом би се бирали парови који ће се борити и вршио се преглед оружја које ће се употребити.
Звук трубе би означио почетак прве борбе. Борци би излазили у арену и одмеравали би се, док би публика френетички толико викала да би понекад заглушила и саму ратну музику којом би се подизала тензија и неизвесност. Музиком су се такође обележавали сви битни драмски моменти као на пример, промена напада, моменат ишчекивања пресуде магистера који је судио, или моменат пре него што ће цар или покровитељ — који се звао едитор (лат. editor) — изрећи коначну пресуду о животу побеђеног гладијатора.
Ако би пресуда била „смрт“, победник би, након извршења пресуде, обилазио један круг под овацијама публике, а мртво тело побеђеног би прво помоћник обучен као Меркур гурао усијаним гвожђем, а потом би га други, који би представљао Каронта, ударао маљем више пута како би се осигурали да је овај стварно мртав. Потом би се тело одвукло из арене, а песак би био заравњен како би се сакрила крв и припремио терен за следећу борбу.

### Узвици у арени
Као и данас на стадионима где се одржавају разни спортски догађаји, и у амфитеатрима су гледаоци имали одређене устаљене узвике које су узвикивали у глас кад је требало да се одлучи о судбини бораца. Такође су постојали и уобичајени узвици које су користили сами гладијатори како би одали почаст властима. Сваки од ових узвика је означавао један од кључних момената у арени..
- — Бити спаљен, везан, ударан и умрети од челика. Ово је заклетва којом кандидат за гладијатора изјављује да прихвата без поговора сваку судбину која може да га задеси у арени. Ова заклетва је овом послу (који се сматрао недоличним), давала одређени ниво ратничке часности. Била је део опште заклетве коју су претенденти на место гладијатора полагали пред магистратима, и која се звала сакраментум гладијаторум (лат. sacramentum gladiatorum)[2].
- — Аве Цезаре, поздрављају те они који ће умрети. Ова реченица је први и чини се једини пут употребљена током наумахије коју је организовао Клаудије, а забележио ју је Гај Светоније Транквил у свом делу „Дванаест римских царева“.
- — Готов је, готов је!. Ово је узвикивала публика у тренутку када би један борац поклекнуо у борби, што би у том моменту означавало врхунац спектакла. Од овог момента, судбина губитника би била у рукама покровитеља борби. Ако би подигао палац нагоре, значило би да му опрашта живот. Ако би палцем показао надоле, то би значило да мора бити убијен[2].
- — Пусти га! Побеђени би могао да моли за милост тако што би се покрио мачем и подигао леву руку. Уколико се часно борио, публика би га подржала овим узвиком, држећи палац високо и усправно. Коначну реч би имао цар или покровитељ борби, и победник би остављао у животу побеђеног ако би цар подигао палац нагоре[2].
- — Убиј га! Понекад је публика захтевала смрт побеђеног и то би радила овим узвиком и показујући палцем надоле (pollice verso) или ка својим грудима (pollice vertere). Цар или организатор борби би удовољио маси тиме што би поновио исти тај покрет, осудивши тако губитника на смрт, од којег се очекивало да мирно прихвати своју судбину[2].

## Крај гладијаторских борби
Гладијаторске борбе су се одржавале све до 3. века. Било је то златно доба гладијаторске вештине. Међутим, све већи утицај надолазећег и све јачег хришћанства је проузроковало декаденцију борби у арени. Константин Велики је почео полако са повлачењем помоћи овом спектаклу. Године 326. забранио је погубљење затвореника у арени са животињама, великим делом што је био прохришћански оријентисан, а велики број хришћана је завршио живот управо у арени, растргнут од звери.
Константинови наследници су следили његов пример у све већој мери, како је хришћанство јачало. Борбе гладијатора су нестале крајем 4. века, а почетком 5. века, године 404. Хонорије је забранио ове борбе заувек, које су тако нестале заједно са државним устројством које их је подржавало.
На тлу данашње Србије пронађено је неколико керамичких светиљки, тера сигалати, опека, здела и фигурица са мотивима гладијатора.

## Гладијатори у популарној култури

### Филмови и телевизија
Из разумљивих разлога гладијатори су били честа тема у многим историјским филмовима и телевизијским серијама. Међу овима су филмови: 
- Спартак (1960),
- Гладијатор (2000)
- Деметријус и гладијатори (1954),
- Кво вадис

Телевизијске серије:
- А. Д. (1985) (у којој су приказане и гладијаторке)
- Рим

### Видео игре
Познате видео-игре чије су теме везане за гладијаторе су: